# Mittelbrandenburgische Sparkasse

Ehemaliges Logo

Die Mittelbrandenburgische Sparkasse in Potsdam (MBS) ist eine öffentlich-rechtliche Zweckverbandssparkasse mit Sitz in Potsdam in Brandenburg. Am 1. Juli 1991 hat sie ihre Geschäftstätigkeit aufgenommen. Eingetragen ist sie beim Amtsgericht Potsdam unter der Registernummer HRA-Nr. 2432 P. Die MBS ist die größte Sparkasse im Land Brandenburg und mit 11.000 Quadratkilometern die größte Flächensparkasse in Deutschland. Sie ist Mitglied im Ostdeutschen Sparkassenverband und über diesen dem Deutschen Sparkassen- und Giroverband angeschlossen. Die MBS ist eine Anstalt des öffentlichen Rechts.
Träger der MBS ist der Zweckverband für die Mittelbrandenburgische Sparkasse. Dem Zweckverband gehören die Landkreise Havelland, Oberhavel, Potsdam-Mittelmark, Teltow-Fläming (seit dem 12. Februar 2004), Dahme-Spreewald (seit dem 1. Januar 2005) sowie die kreisfreien Städte Brandenburg an der Havel und die Landeshauptstadt Potsdam an.

## Organisationsstruktur
Die Mittelbrandenburgische Sparkasse ist eine mündelsichere, dem gemeinen Nutzen dienende rechtsfähige Anstalt des öffentlichen Rechts nach dem Recht der Bundesrepublik Deutschland und betreibt die in der nach § 32 Abs. 1 Nr. 1 des Brandenburgischen Sparkassengesetzes (BbgSpG) erlassenen Rechtsverordnung vorgesehenen Geschäfte. Rechtsgrundlagen sind das Brandenburgische Sparkassengesetz, die Sparkassenverordnung des Landes Brandenburg und die durch den Verwaltungsrat der Sparkasse erlassene Satzung. Organe der Sparkasse sind nach dem Sparkassengesetz der Verwaltungsrat und der Vorstand.
Im Marktbereich verfügt die MBS neben ihren Geschäftsstellen und SB-Einrichtungen über neun regionale VermögensCenter, mehrere FirmenkundenCenter, drei ImmobilienCenter und eine zentrale Anlageberatung.

## Geschäftsausrichtung und Geschäftserfolg
Die Mittelbrandenburgische Sparkasse wies im Geschäftsjahr 2023 eine Bilanzsumme von 15,941 Mrd. Euro aus und verfügte über Kundeneinlagen von 13,486 Mrd. Euro. Gemäß der Sparkassenrangliste 2023 liegt sie nach Bilanzsumme auf Rang 8. Sie unterhält 97 Filialen/Selbstbedienungsstandorte und beschäftigt 1.462 Mitarbeiter.
Die Mittelbrandenburgische Sparkasse betreibt als Sparkasse das Universalbankgeschäft. Sie ist Marktführer in ihrem Geschäftsgebiet und die größte Sparkasse im Land Brandenburg. Im Verbundgeschäft arbeitet die MBS unter anderem mit allen Landesbanken sowie der DekaBank, der Ostdeutschen Landesbausparkasse AG, diversen Versicherern aus dem Verbund der Versicherungskammer Bayern (z. B. Feuersozietät, ÖRAG, UKV) sowie dem Talanx-Konzern (z. B. neue leben Versicherungen) zusammen.

## Geschichte

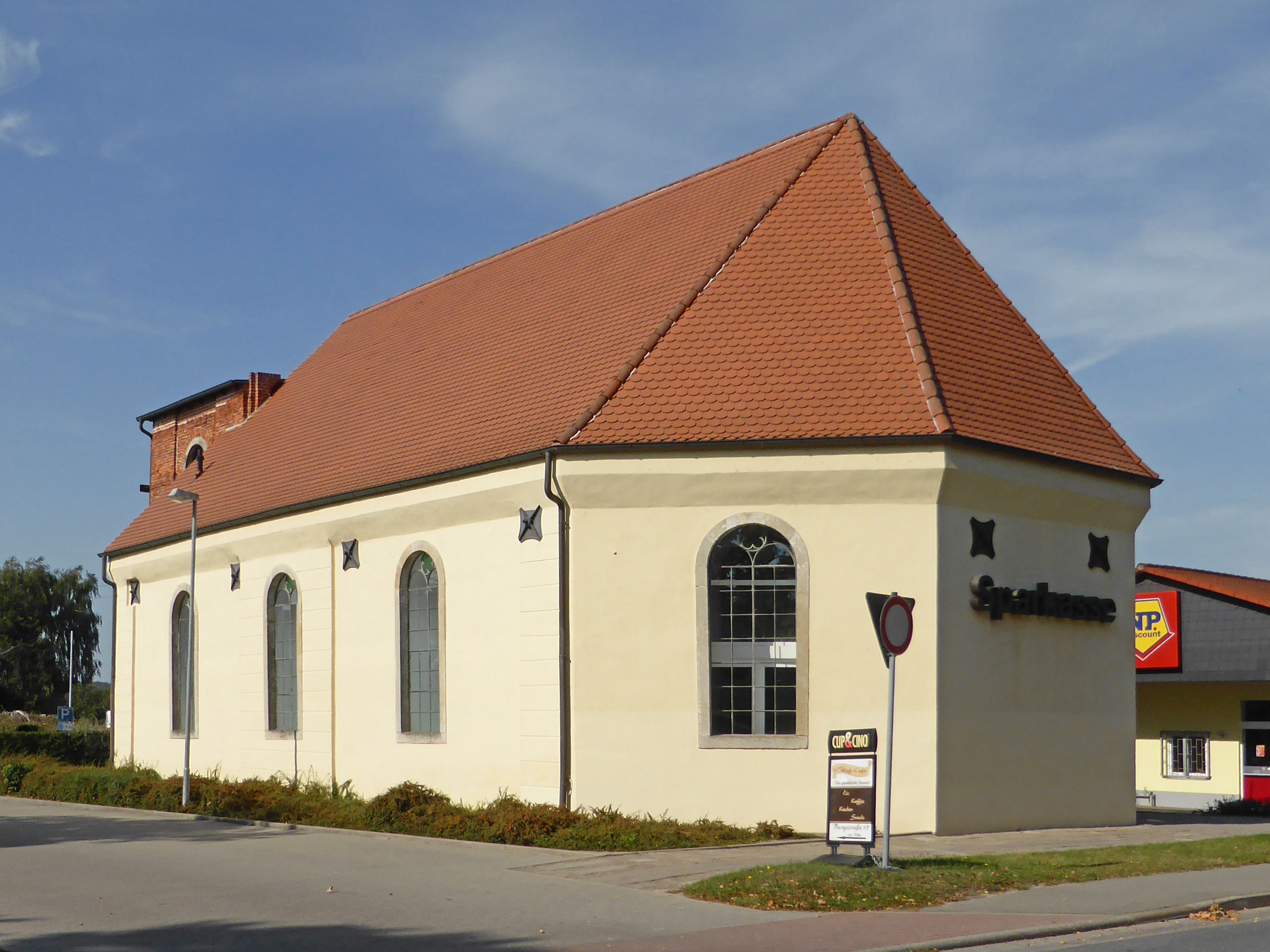
Geschäftsstelle Milow in ehemaliger Kirche

Am 22. Juni 1840 gab der Magistrat im „Potsdamer Wochenblatt“ die Gründung einer Sparkasse bekannt. Sie sei „mit mancherlei Verantwortlichkeit und Opfer von Seiten der Stadtgemeinde“ verbunden und solle „besonders aber der ärmeren Klasse Gelegenheit (…) verschaffen, ihre Ersparnisse für Notfälle und für das Alter sicher und zinstragend (2,5 % jährlich) unterzubringen“.
Mehr als zehn Taler im Monat konnten allerdings nicht eingezahlt werden, und mehr als hundert Taler durften sich nicht auf einem Konto befinden. Die Sparkasse in Potsdam war von 1840 an fast 100 Jahre in den Räumen der Kämmereikasse im Alten Rathaus untergebracht. Die Sparkasse der Stadt Brandenburg wurde bereits am 5. Januar 1830 gegründet, am 3. Januar 1857 folgte die Kreissparkasse Oranienburg.
1858 wurde eine Sparkasse in Belzig errichtet und am 1. Dezember 1889 die Stadtsparkasse Oranienburg. Die Kreissparkasse Rathenow, früher noch mit der Zusatzbezeichnung Westhavelland, besteht seit dem Jahr 1857. Sie wurde, wie alle übrigen Sparkassen im damaligen Preußen, auf der Grundlage des Sparkassen-Reglements vom 12. Dezember 1838 errichtet.
Die Kreissparkasse Gransee wurde erst 1896 gegründet und ist damit die jüngste aller Rechtsvorgänger der Mittelbrandenburgischen Sparkasse.
Die Mittelbrandenburgische Sparkasse wurde am 1. Juli 1991 gegründet. Ihren Sitz und ihre Geschäftsräume hatte sie ab 22. Juni 1993 in der ehemaligen Wohnkaserne der 3. Eskadron des 1. Garde-Ulanen-Regiments am Luisenplatz in Potsdam, wo sich heute immer noch eine Geschäftsstelle der Sparkasse befindet. Seit 1996 ist der Sitz der Sparkasse ein Verwaltungsgebäude in Potsdam-Waldstadt.
Am 1. Juli 1991 wurden die Sparkassen in Potsdam, Brandenburg, Belzig, Oranienburg und Nauen zur Mittelbrandenburgischen Sparkasse in Potsdam vereinigt.
Zum 1. Juli 1993 trat die Kreissparkasse Gransee und zum 1. Juli 1994 die Kreissparkasse Rathenow der Mittelbrandenburgischen Sparkasse bei.
Im Zuge der kommunalen Gebietsreform wurde am 17. Februar 1995 die Zweigstelle Treuenbrietzen der Kreissparkasse Jüterbog in die Mittelbrandenburgische Sparkasse eingegliedert. Am 12. Februar 2004 trat die Kreissparkasse Teltow-Fläming der Mittelbrandenburgischen Sparkasse bei.
Jüngstes Mitglied des Zweckverbandes für die Mittelbrandenburgische Sparkasse in Potsdam ist seit der Fusion am 1. Januar 2005 die im Jahr 1824 gegründete Sparkasse Dahme-Spreewald. Die Vorgängerinstitute entstanden jeweils 1952 im Rahmen der Reorganisation der Sparkassen in der DDR.
Im Mai 2009 übernahm die MBS die auf vermögende Privatkunden spezialisierte Weberbank Actiengesellschaft von der WestLB. Diese musste das Institut mit einer Bilanzsumme von etwa drei Milliarden Euro auf Druck der EU-Kommission verkaufen. Die Weberbank soll zukünftig die Vermögensverwaltung für Kunden von anderen Sparkassen übernehmen.